# Émile Robert
Emile Robert (Mehun-sur-Yèvre, 2 marzo 1860 – Enghien-les-Bains, 1924) è stato un artigiano mastro ferraio francese.

## Biografia
Émile Robert nasce il 2 marzo 1860 in un piccolo comune del centro della Francia. Il padre, già fabbro, lo inizia giovanissimo all'arte del ferro, ma morirà poco dopo. A 13 anni inizia a lavorare presso un mastro ferraio, il signor Larchevêque, molto reputato nella zona per aver realizzato la cancellata della Cattedrale di Bourges. Due anni dopo abbandona il laboratorio per fare nuove esperienze a Bourges, poi a Lione da uno zio "Compagnon du Devoir", a Oullins ed infine arriva a Parigi nel 1878. 
Emile ha diciotto anni ed inizia a lavorare nel laboratorio del Signor Moreau. Si sa poco di questo periodo della sua vita ma il suo talento doveva essere già ben visibile perché a 40 anni, nel 1900, collabora con il decoratore Adrien Karbowsky alla realizzazione del Padiglione delle Arti Decorative, per l'Esposizione Universale di Parigi. Il padiglione era composta da quattro sale che si susseguivano una dopo l'altra: la Sala dei Metalli, Il Salone del Legno, la Sala della Ceramica e il Salone del Comitato delle Signore. La porta principale che immetteva nella "Sala dei Metalli" fu realizzata da Robert e sua fu anche l'idea di mettere una fornace nella sala per permettere ai visitatori dell'esposizione di apprezzare l'arte del metallo.
Collaborerà con i più grandi artisti del suo tempo come: René Lalique, Charles Gallé, Jean Baffier e Auguste Delaherche. Morirà nel 1924 non potendo vedere realizzato il suo ultimo lavoro per l'Esposizione delle Arti Decorative del 1925.
Emile Robert e Edgard Brandt sono considerati i mastri ferrai francesi più famosi del XX secolo.

## Opere maggiori
- Il cancello "Calla palustris et sagittaires" realizzato nel 1902 per una esposizione, su disegno di Victor Prouvé, padre di Jean Prouvé.[5]
- La cancellata del Cimitero della Chartreuse di Bordeaux.
- La cancellata del teatro di Lilla, "Théâtre du Nord".
- La cancellata del Museo di Paleontologia di Parigi.
- La cancellata del Consolato di Francia a Bruxelles
- Le Trink-Hall (Chiosco della musica) e le griglie dell'opera che si trovano nel quartiere termale di Vichy[6]
- La gabbia dell'ascensore, il corrimano delle scale e tutti i decori metallici del palazzo costruito per la Signora Bertrand, che si trova 29, Boulevard de Courcelles a Parigi[7]

## Alievi famosi
- Raymond Subes
- Jean Prouvé[8]

## Onorificenze
È stato nominato cavaliere della legion d'onore il 27 maggio 1914 

## Galleria d'immagini

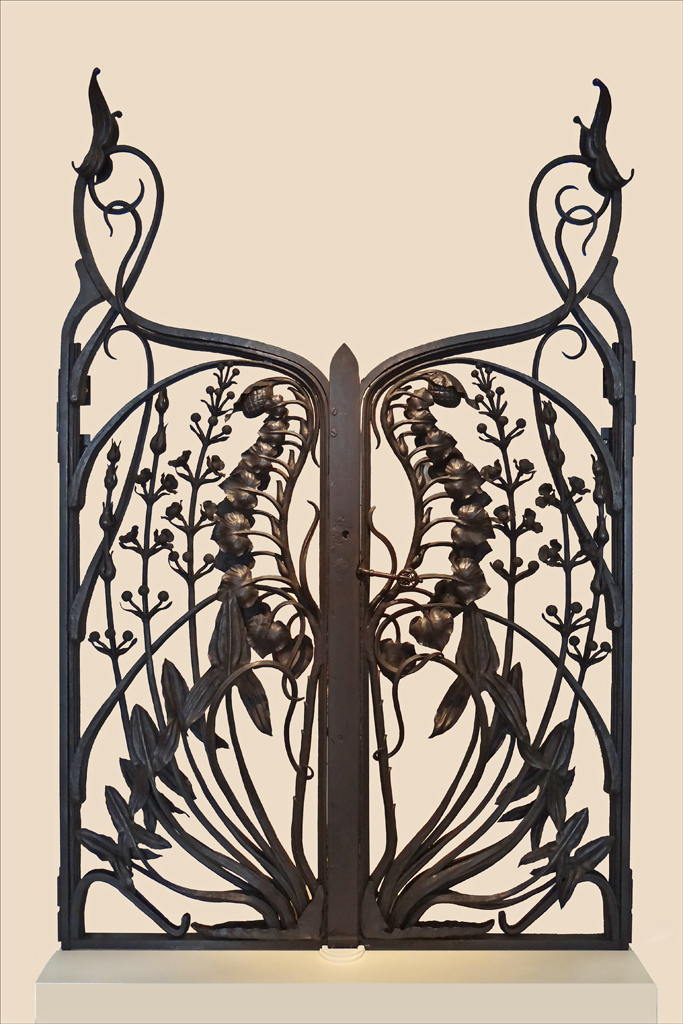
Il cancello "Calla palustris et sagittaires" realizzato nel 1902
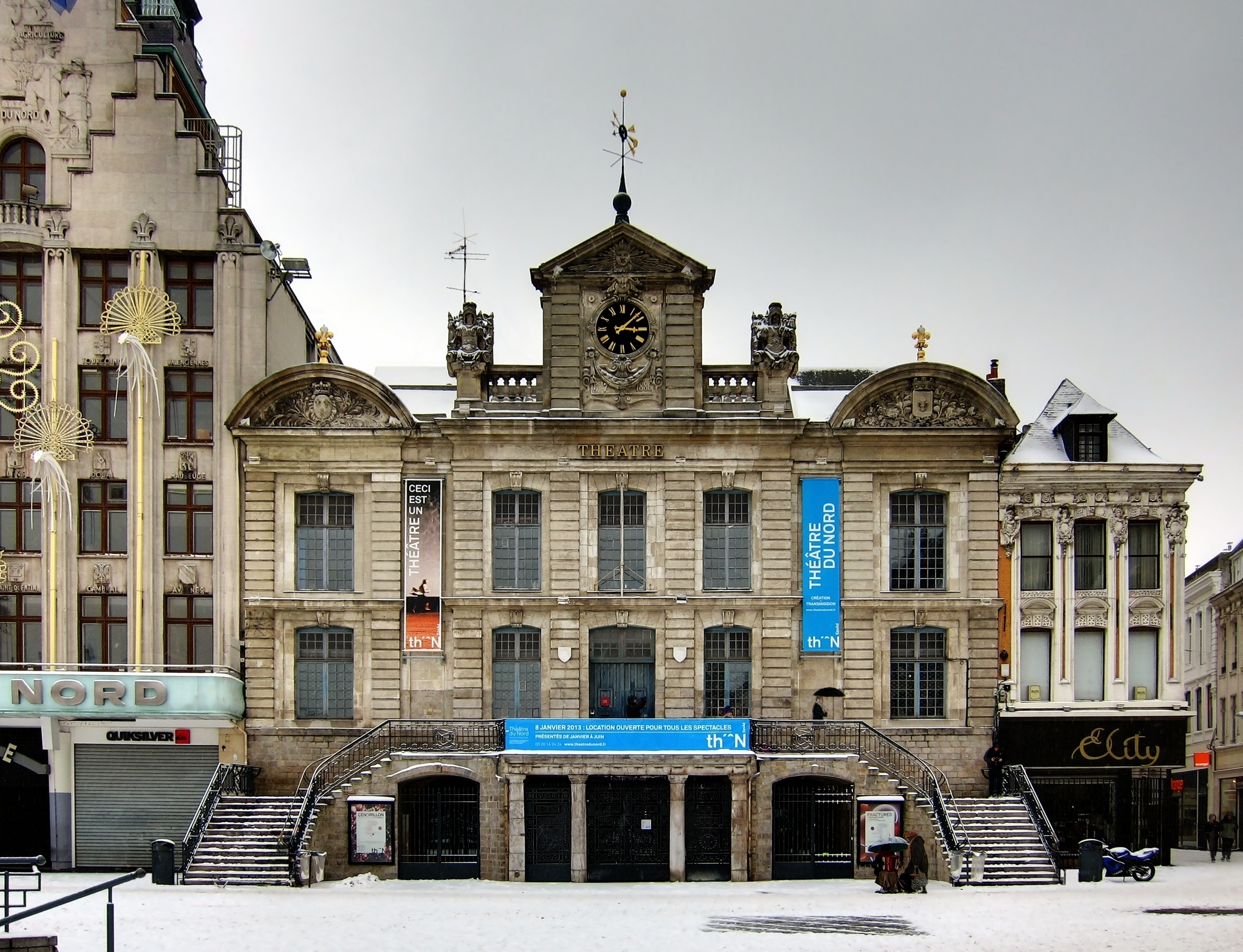
Lille, Teatro nord
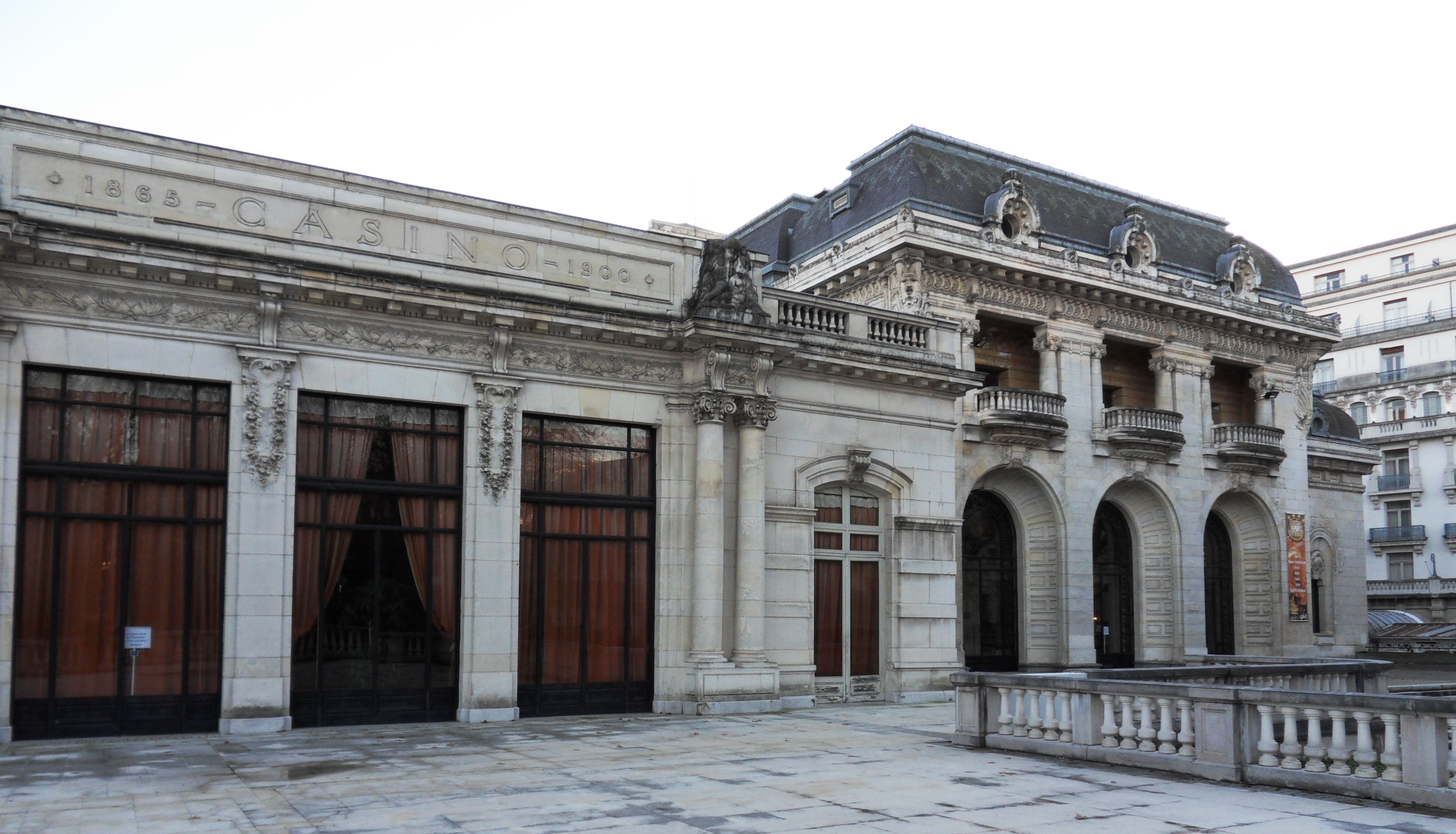
L'Opera di Vichy